# Каширкин, Виктор Александрович
Виктор Александрович Каширкин (24 марта 1919, Бежица — 26 июня 1985, Москва) — советский военнослужащий, участник Великой Отечественной войны, штурман эскадрильи 9-го гвардейского бомбардировочного авиационного Полтавского Краснознамённого полка дальнего действия, Герой Советского Союза.

## Биография
Виктор Каширкин родился 24 марта 1919 года в Бежице в семье рабочего. Русский. Окончил среднюю школу.
В 1937 году Каширкин был призван в ряды Красной Армии. В 1939 году окончил Краснодарское военно-авиационное училище, а в 1941 году — Высшую школу штурманов в Рязани. В том же году вступил в ВКП(б).
На фронте Каширкин находился с первых дней Великой Отечественной войны. Свой первый боевой вылет он совершил уже 24 июня 1941 года. Летал штурманом на ночном бомбардировщике Ил-4. Во время действий на Сталинградском фронте совершал по 2-3 боевых вылета в сутки, причём часто — ночью. Неоднократно приводил самолёт на свой аэродром при полном отсутствии связи с землёй и отказе навигационных средств.
К марту 1944 года гвардии майор Каширкин совершил 264 успешных боевых вылета (из них 237 — в системе АДД) на бомбардировку важных военно-промышленных и транспортных объектов, скоплений войск и техники, в том числе в глубоком тылу противника — Берлин, Варшава, Будапешт, Кёнигсберг, Констанца, Галац. Являясь одним из лучших штурманов полка (за все вылеты Каширкин ни разу не потерял ориентировки), выполнял задачи по контролю результатов бомбардирования, освещению целей и разведке погоды. Задокументирован случай, когда Каширкин, несмотря на сложные метеоусловия, ориентируясь по кострам в лесу, сумел доставить груз отряду литовских партизан, связь с которым отсутствовала в течение трёх месяцев. Между вылетами Каширкин выполнял задачи инструктора, за годы войны введя в строй восемь штурманов.
Указом Президиума Верховного Совета СССР от 19 августа 1944 года за образцовое выполнение заданий командования в борьбе против немецко-фашистских захватчиков и проявленные при этом мужество и героизм гвардии майору Каширкину Виктору Александровичу было присвоено звание Героя Советского Союза с вручением Ордена Ленина и медали «Золотая Звезда».
После войны Каширкин продолжил службу в Военно-воздушных Силах. В 1951 году окончил Военно-воздушную академию. Работал в центральном аппарате Министерства обороны СССР. В 1974 году полковник Каширкин вышел в запас. Проживал в Москве, где скончался 26 июня 1985 года. Похоронен на Новом Донском кладбище.

## Награды
- Медаль «Золотая Звезда» Героя Советского Союза[1].
- Два ордена Ленина[1][3].
- ордена Красного Знамени.
- Два Ордена Отечественной войны I степени[4][5].
- Медали.